# Duncan Campbell (journaliste)
Pour les articles homonymes, voir Duncan Campbell et Campbell.
Ne pas confondre avec Duncan Campbell, journaliste du Guardian
Duncan Campbell, né en 1952 à Glasgow, est un journaliste d'investigation britannique et un producteur d'émissions télévisées. Travailleur indépendant, il est célèbre pour avoir révélé au grand public l'existence du réseau de renseignement d'origine électromagnétique Echelon.

## Biographie
Duncan Campbell est né en 1952 à Glasgow.
Il a été jugé en 1978 lors du procès ABC, pour atteintes à l'Official Secrets Act (Loi sur les Secrets officiels). De 1978 à 1991, il a travaillé pour le New Statesman.
En 1980, il a révélé l'existence du Standing Committee on Pressure Groups (en) (SCOPG) à Hong Kong, dévoilant le programme de surveillance du gouvernement colonial. Campbell affirmait que Hong Kong, alors dirigé par le gouverneur Murray MacLehose, était devenue une dictature.
Il fut chargé de la série Secret Society, diffusée par la BBC, en 1987 (voir Affaire Zircon).
Campbell révéla en 1988 l'existence du programme de renseignement Echelon, dans un article intitulé Somebody's listening (Quelqu'un écoute) et publié dans le New Statesman. Onze ans plus tard (en 1999), il a écrit le rapport sur le renseignement COMINT, intitulé Interception Capabilities 2000, pour le compte du STOA et à la demande du Parlement européen.
Il a ensuite enquêté sur les procès britanniques liés à la pédopornographie (opération Ore), révélant l'existence d'erreurs judiciaires et comment « des preuves informatiques [qui] ont été utilisées contre 7 272 personnes au Royaume-Uni, accusées d'être des pédophiles, étaient fondées sur des contre-vérités [falsehoods]. »,.